# Gabriel Araújo
Gabriel Araújo, właśc. Gabriel Araújo Carvalho (ur. 29 stycznia 1992 w Salvadorze, w stanie Bahia, Brazylia) – brazylijski piłkarz, grający na pozycji lewego obrońcy.

## Kariera piłkarska

### Kariera klubowa
W 2011 rozpoczął karierę piłkarską w Cruzeiro EC, skąd został wypożyczony do klubów Nacional Minas Gerais, Vitória Salvador i Madureira Rio de Janeiro. Latem 2013 przeniósł się do Macaé EFC. 7 listopada 2014 roku jako wolny agent podpisał 3-letni kontrakt z ukraińskim Metałurhiem Donieck. W lipcu 2015 po rozformowaniu Metałurha opuścił doniecki klub. W lutym 2016 został piłkarzem Stali Dnieprodzierżyńsk. Nie rozegrał żadnego meczu i w czerwcu 2016 opuścił Stal.

## Sukcesy i odznaczenia

### Sukcesy klubowe
- mistrz Campeonato Mineiro: 2011